# Fredrik Swahn
Fredrik Mikael Swahn, född 13 februari 1970 i Johannes församling, Stockholm, är en svensk sångare, skådespelare och programledare. 

## Biografi
Fredrik Swahn växte upp i Gävle och utbildade sig till sångpedagog på Kungliga Musikhögskolan i Stockholm 1990–1995. Han har tillsammans med Lattjolajband sjungit in låten "Herrarna i hagen" som var en hit sommaren 1992, och deltog i Melodifestivalen 1993 med "På vingar av kärlek". Swahn var tidigare programledare för SVT:s barnprogram Bolibompa och hade en roll i filmen Göta Kanal 2.  Han har medverkat i Så ska det låta fyra gånger, bland annat 2011. År 2014 gjorde han föreställningen Mitt i livet på Scalateatern, regisserad av Regina Lund. 
Hans första engelskspråkiga album Connect släpptes 2017.

## Diskografi
- 1995 - Tillägnan - Kärlekssånger för bröllop
- 1996 - Välkommen - Sånger för Dop
- 1997 - Farväl - Sånger till tröst
- 1998 - God jul - Julsånger på svenska
- 2002 - Rent - svenska originaluppsättningen
- 2005 – Om Vi Släpper Allt En Dag
- 2008 – Höga Visan/Song of Songs (med Lisa Swahn)
- 2008 – Ut I Livet
- 2014 – Mitt i livet
- 2017 – Connect

### Roller (ej komplett)
| År        | Roll                       | Produktion                                          | Regi             | Teater                    |
| --------- | -------------------------- | --------------------------------------------------- | ---------------- | ------------------------- |
| 1997      | Finn                       | Herr Gud det är Anna                                | Olle Pettersson  | Svenska Kyrkan            |
| 1999-2000 | Woof                       | Hair                                                | Ronny Danielsson | Park/Riksteatern          |
| 1999      | Mary Sunshine (understudy) | Chicago                                             |                  | Eriksbergshallen Göteborg |
| 2000      | NoMax                      | 5 Guys named Moe                                    | Ronny Danielsson | Park Teatern Stockholm    |
| 2001      | Roger Davis                | Rent Jonathan Larson                                | Nick Bye         | Göta Lejon/Riksateatern   |
| 2002      | Politikern                 | Godspell Stephen Schwartz och John-Michael Trebelak | Ronny Danielsson | Parkteatern               |
| 2003      | Ethan Girard               | Allt eller inget Terrence McNally och David Yazbek  | Marianne Mörck   | Stockholms stadsteater    |
| 2003      | Riff                       | West side story                                     | Ronny Danielsson | Malmö Musikteater         |

- West side story - Malmö Musikteater
- Five guys named Moe - Parkteatern
- Hair - Park-/Riksteatern
- Chicago - Oscarsteatern